# MGM Resorts International
MGM Resorts International is een bedrijf dat investeert in casino's, hotels, resorts en entertainment. Het hoofdkantoor van het bedrijf bevindt zich in Las Vegas, Nevada, Verenigde Staten. Het bedrijf is eigenaar van vijfentwintig verschillende gebouwen in Nevada, Mississippi en Michigan. Daarnaast is het ook nog voor vijftig procent eigenaar van vier projecten in Nevada, Illinois, Macau en China.
Het bedrijf is ontstaan uit een fusie van MGM Grand Incorporate en Mirage Resorts op 31 mei 2000. In de jaren 2000 begon het bedrijf met het bouwen van appartementencomplexen waarbij het appartement verhuurd kon worden als de eigenaar er geen gebruik van maakt. De prijzen voor deze appartementen waar het dubbele van het gemiddelde. Vervolgens verplaatste het bedrijf zijn aandacht naar het bezitten en beheren van resorts en casino's Door de kredietcrisis en het over bebouwen van de Las Vegas Strip daalde enkele van de eigendommen van MGM Resorts in waarde. De grootste waardedaling was te zien bij het CityCenter dat met bijna één miljard dollar in waarde daalde.
Tot mei 2009 was Kirk Kerkorian met zijn bedrijf Tracinda de grootaandeelhouder in MGM Resorts International (toen nog MGM Mirage Group). Nadat één miljard dollar aan aandelen werden verkocht om schulden te kunnen afbetalen daalde het aandeel van Tracinda. Het daalde van 53,8% tot 39%. Een jaar later in mei 2010 koopt Paulson & Co veertig miljoen aandelen, goed voor negen procent van het totaal.

## Geschiedenis
In 1986 werd MGM Grand Incorporate, de voorloper van MGM Resorts International, opgericht door Kirk Kerkorian. Het bedrijf begon met een andere markt dan waar het gewend was te werken. Er werd een vliegmaatschappij opgericht voor luxe vluchten tussen New York en Los Angeles. In 1988 ging het bedrijf terug naar Las Vegas en kocht daar het Desert Inn. Een jaar later in 1989 werd het Marina aangekocht en later wordt op die locatie het MGM Grand gebouwd. In dezelfde tijd werd ook de golfbaan van het Tropicana aangekocht om een thema park naast het MGM Grand te kunnen bouwen.
Op 31 mei 2000 werd de naam van het bedrijf veranderd in MGM Mirage Group na een overname van Mirage Resorts voor een bedrag van 6,4 miljard dollar. Na de overname was de Mirage Group het grootste gokbedrijf in de wereld. In 2004 werden twee eigendommen van het vroegere Mirage Resorts succesvol verkocht. Het Golden Nugget in Las Vegas en in Laughlin verkocht voor een totaal bedrag van 215 miljoen dollar.
De Mandalay Resort Group werd in 2005 door de Mirage Group overgenomen. Het bedrijf zou aandelen kopen ter waarde van 71 dollar per stuk. De totale transactie werd voltooid op 26 april 2005 voor een bedrag van 7,9 miljard dollar. Tot begin 2007 werden er nog verschillende andere hotels verkocht en aangekocht.
Eind 2007 kocht Dubai World onder de naam van een dochteronderneming, Infinity World, voor 9,5 procent aan aandelen in de MGM Mirage Group. Tevens zou het bedrijf geld investeren in het CityCenter Project waardoor zij voor vijftig procent eigenaar zouden worden van het CityCenter. In 2009 deed hetzelfde bedrijf een aanklacht tegen de Mirage Group omdat zij zich niet aan de afspraken over het CityCenter zouden houden. Uiteindelijk werden de onenigheden tussen de Mirage Group en Dubai World bijgelegd in onderling overleg.
De naam van het bedrijf werd in 2010 veranderd naar MGM Resorts International nadat de naam was goedgekeurd een meerderheid van de aandeelhouders. Dit omdat de nieuwe naam meer aansluit bij de niet-gokken en internationale strategie van het bedrijf, aldus James Murren, CEO.

## Bezittingen

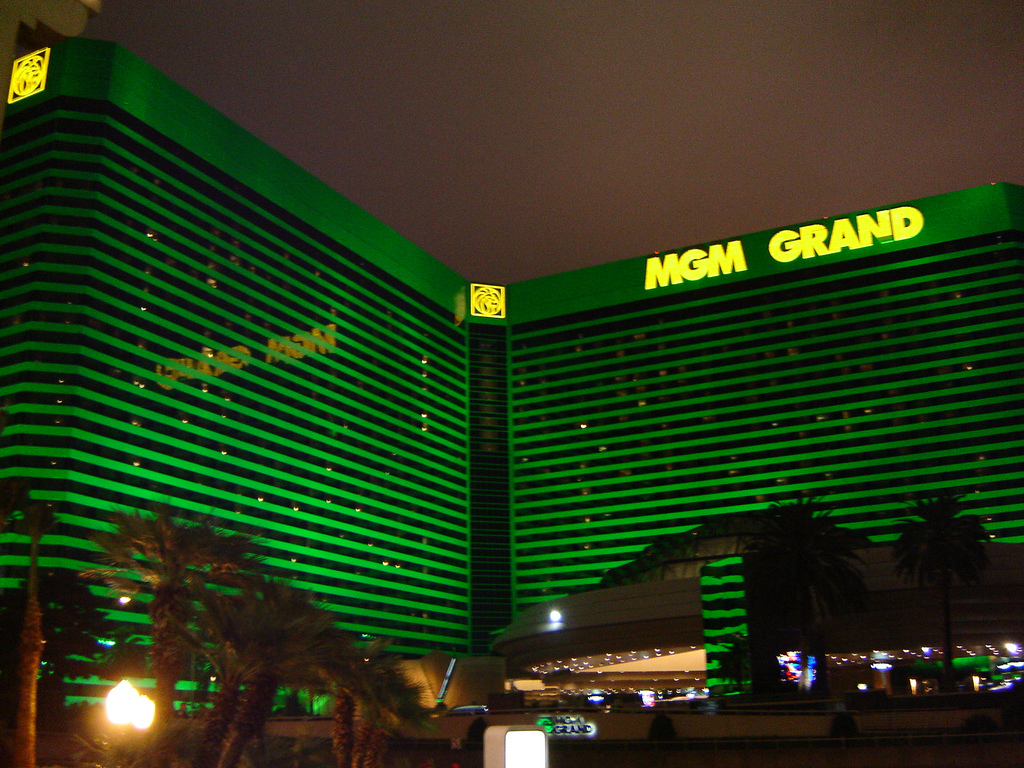
Het MGM Grand Las Vegas.

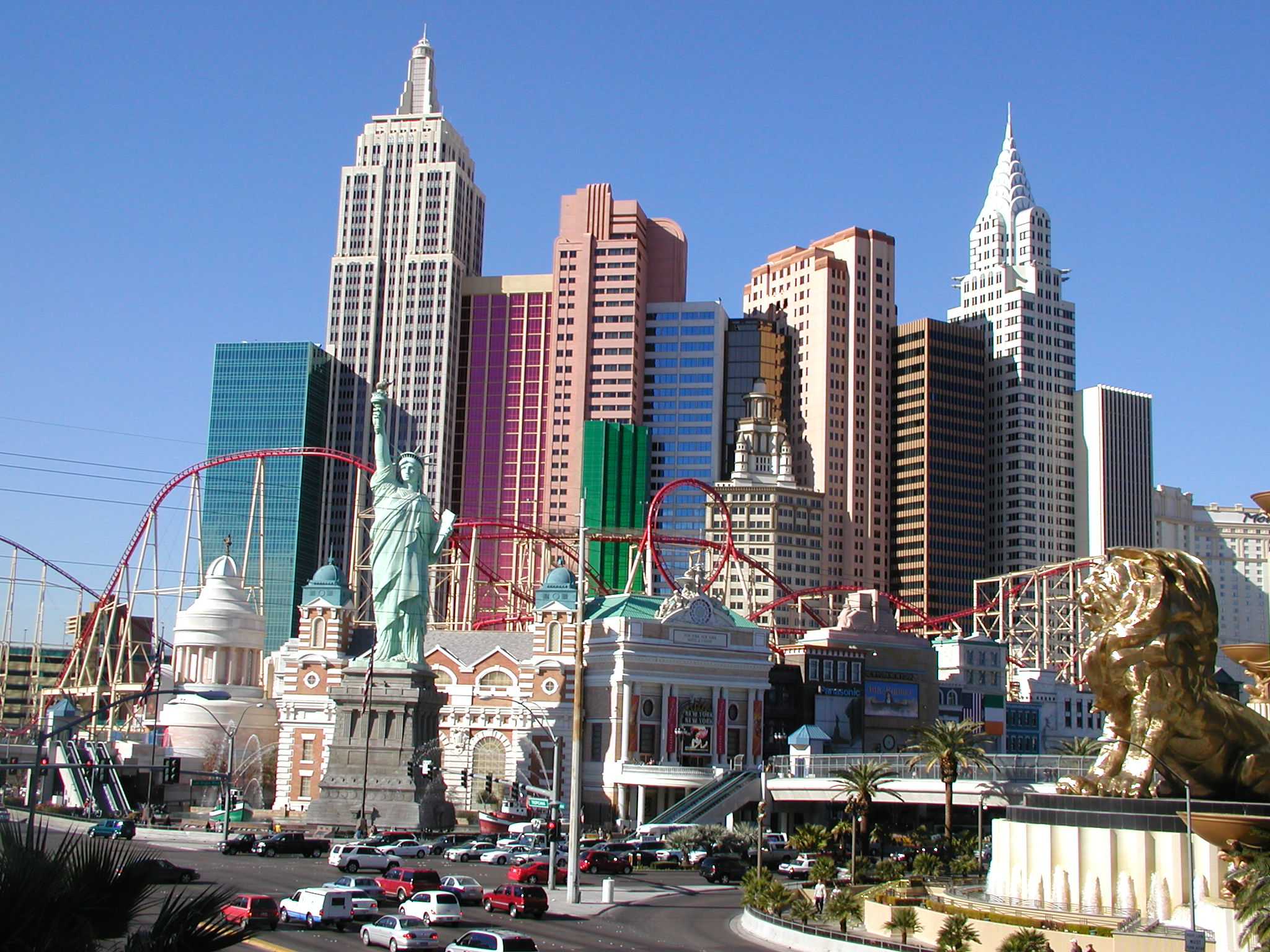
Het New York-New York.

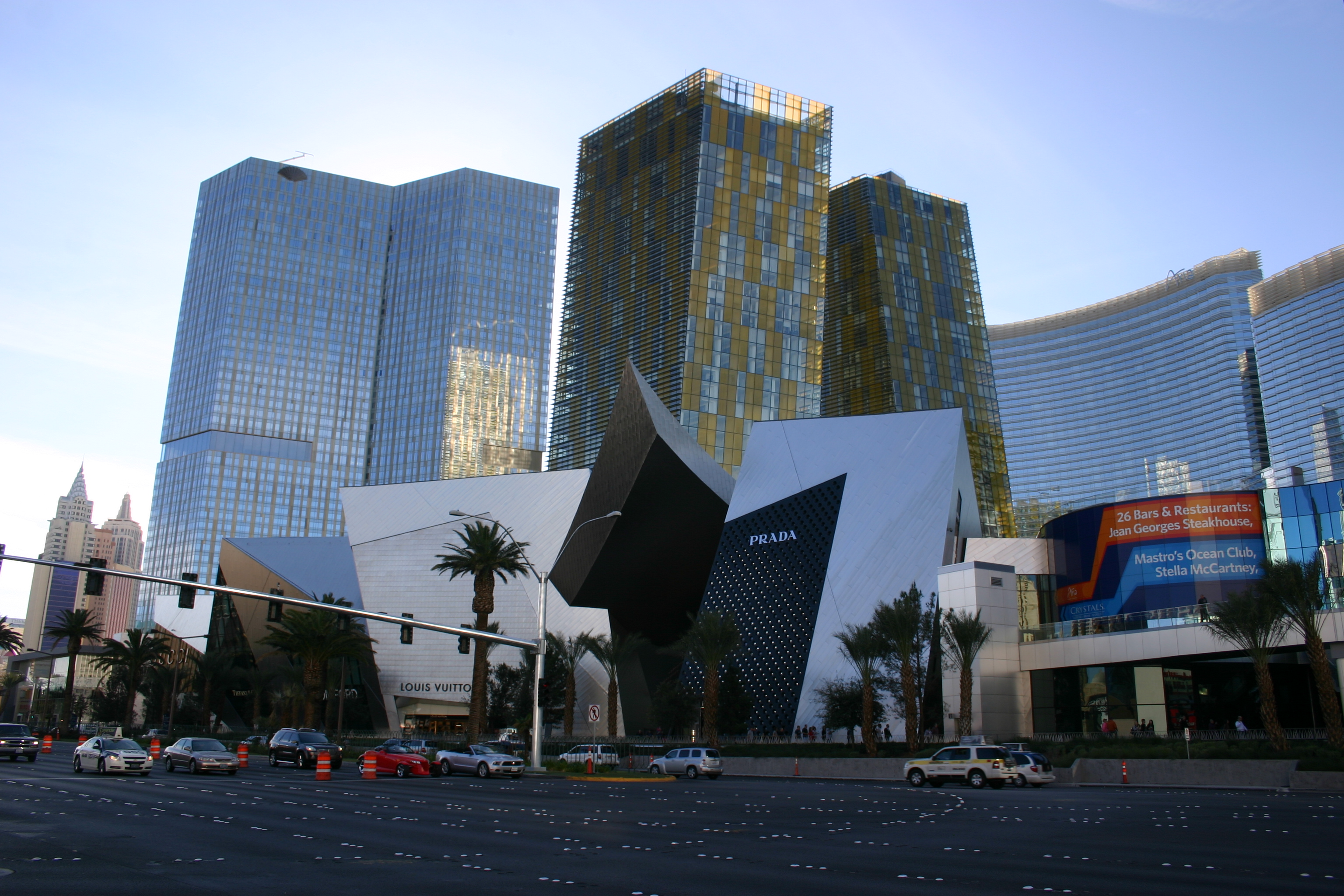
Een overzicht van het CityCenter.

### Volledig eigendom
Nevada:
- Bellagio, Las Vegas
- The Mirage, Las Vegas
- Luxor, Las Vegas
- Mandalay Bay (THEhotel at Mandalay Bay), Las Vegas
- MGM Grand (The Signature at MGM Grand en Skylofts at MGM Grand), Las Vegas
- Park MGM, Las Vegas
- New York-New York, Las Vegas
- Excalibur, Las Vegas
- Circus Circus, Las Vegas
- Slots-A-Fun Casino, Las Vegas
- Shadow Creek Golf Course, Las Vegas
- Circus Circus Reno, Reno
- Railroad Pass, Henderson
- Nevada Landing Hotel and Casino, Jean (Gesloten op 20 maart 2007)
- Gold Strike Hotel and Gambling Hall, Jean

Verenigde Staten:
- Primm Valley Golf Club, Nipton, Californië
- Gold Strike Resort and Casino, Tunica Resorts, Mississippi
- MGM Grand Detroit, Detroit, Michigan
- Beau Rivage, Biloxi, Mississippi
- Foxwoods Resort Casino, Ledyard Connecticut
- The Borgata, Atlantic City, New Jersey

Wereld:
- MGM Grand Abu Dhabi, Abu Dhabi, Verenigde Arabische Emiraten - een aangekondigd hotel.
- The Bellagio Dubai, Dubai, Verenigde Arabische Emiraten - Onderdeel van Dubai Pearl development
- MGM Grand Dubai, Dubai, Verenigde Arabische Emiraten - Onderdeel van Dubai Pearl development
- Skylofts Dubai, Dubai, Verenigde Arabische Emiraten - Onderdeel van Dubai Pearl development

### Half eigendom
- CityCenter, Las Vegas, Nevada (samen met Dubai World)
  - Aria, Harmon Hotel, Veer Towers, The Crystals, Vdara
- Silver Legacy, Reno, Nevada (samen met Eldorado Hotel Casino)
- MGM Grand Macau, Macau, China (samen met Pansy Ho)
- Grand Victoria, Elgin, Illinois

- International Standard Name Identifier: 0000 0004 0446 8073
- Library of Congress Control Number: no2019009269
- Virtual International Authority File: 4411154867604460100007